# Địa lý nhân văn

Sự "phân chia bắc nam". Điểm quan trong về địa lý phát triển và địa lý kinh tế

Địa lý nhân văn là một trong 2 phân ngành của địa lý. Địa lý nhân văn là một nhánh của khoa học xã hội nghiên cứu về thế giới, con người, cộng đồng và văn hóa có sự nhấn mạnh mối liên hệ của không gian và vị trí địa lý. Địa lý nhân văn khác với địa lý tự nhiên chủ yếu tập trung nhiều vào nghiên cứu các hoạt động của con người và dễ tiếp thu các phương pháp nghiên cứu định lượng hơn.
Các lĩnh vực của địa lý nhân văn gồm:
- Địa lý động vật
- Địa lý văn hóa
- Địa lý ngôn ngữ
- Địa lý phát triển
- Địa lý kinh tế
- Địa lý xã hội
- Địa lý bệnh lý
- Địa lý lịch sử
- Địa lý chính trị
- Địa lý nhân khẩu
- Địa lý cư trú